# Sarcophyton cornispiculatum
Sarcophyton cornispiculatum är en korallart som beskrevs av Verseveldt 1971. Sarcophyton cornispiculatum ingår i släktet Sarcophyton och familjen läderkoraller. Inga underarter finns listade i Catalogue of Life.